# Oxazolone
Oxazolone sind ungesättigte Fünfring-Heterocyclen, die neben einem Sauerstoff- und einem Stickstoffatom eine Carbonylgruppe im Ring aufweisen. Zu den Oxazolonen gehören die Azlactone (1,3-Oxazol-5(4H)-one), bei denen sich die Carbonylgruppe benachbart zum Sauerstoffatom befindet und die somit zu den cyclischen Estern (Lactone) zählen. Die 1,2-Oxazolone werden auch als Isoxazolone bezeichnet.

## Struktur
Abhängig von der Position der beiden Heteroatome, der Carbonylgruppe und der Doppelbindung lassen sich verschiedene Oxazolon-Grundstrukturen formulieren.
| Oxazolone                                     | Oxazolone                                     | Oxazolone                                     | Oxazolone |
| --------------------------------------------- | --------------------------------------------- | --------------------------------------------- | --------- |
| Allgemeine Struktur von 1,3-Oxazol-2(3H)-onen | Allgemeine Struktur von 1,3-Oxazol-2(5H)-onen | Allgemeine Struktur von 1,3-Oxazol-5(2H)-onen |           |
| 1,3-Oxazol-2(3H)-one                          | 1,3-Oxazol-2(5H)-one                          | 1,3-Oxazol-5(2H)-one                          |           |
| Allgemeine Struktur von 1,3-Oxazol-4(5H)-onen | Allgemeine Struktur von 1,3-Oxazol-5(4H)-onen | Allgemeine Struktur von 1,2-Oxazol-3(2H)-onen |           |
| 1,3-Oxazol-4(5H)-one                          | 1,3-Oxazol-5(4H)-one                          | 1,2-Oxazol-3(2H)-one                          |           |
|                                               | (Azlactone)                                   | (Isoxazol-3-one)                              |           |
| Allgemeine Struktur von 1,2-Oxazol-4(5H)-onen | Allgemeine Struktur von 1,2-Oxazol-5(4H)-onen | Allgemeine Struktur von 1,2-Oxazol-5(2H)-onen |           |
| 1,2-Oxazol-4(5H)-one                          | 1,2-Oxazol-5(4H)-one                          | 1,2-Oxazol-5(2H)-one                          |           |
| (Isoxazol-3-on)                               | (Isoxazol-5(4H)-one)                          | (Isoxazol-5(2H)-one)                          |           |

## Synthese
2-Aminocarbonsäuren 1 (R1 = H, Alkyl, Aryl etc.) reagieren mit Carbonsäurechloriden (R2 = Alkyl, Aryl etc.)  zu N-Acylcarbonsäuren 2. Letztere lassen sich unter Wasserabspaltung zu inneren Estern (Azlactonen) 3 cyclisieren:
Statt eines Aminosäurechlorids kann die Acylierung von 1 auch mit einem Carbonsäureanhydrid erfolgen.
Ein weiterer Zugang zu Azlactonen ist die Erlenmeyer-Plöchl-Azolactonsynthese.

## Verwendung
Azlactone werden zur Herstellung von Peptiden bei der Bergmann-Azlacton-Synthese eingesetzt. Einige am Stickstoffatom substituierte Oxazolone sind mesoionischen Verbindungen, beispielsweise die Münchnone.